# Acrasiella hypochlora
Acrasiella hypochlora är en fjärilsart som beskrevs av Sergius G. Kiriakoff 1960. Acrasiella hypochlora ingår i släktet Acrasiella och familjen tandspinnare. Inga underarter finns listade i Catalogue of Life.